# Windegg (Stockach)
Windegg ist ein Weiler der baden-württembergischen Stadt Stockach im Landkreis Konstanz in Deutschland.

## Lage
Der zu den Stadtteilen Mahlspüren im Hegau und Zizenhausen gehörende Ort liegt rund zweieinhalb Kilometer nordwestlich der Stockacher Stadtmitte auf einer Höhe von etwa 548 m ü. NHN.
Durch Windegg führt die von Stockach nach Waidhaus an der Grenze zu Tschechien verlaufende Bundesstraße 14. Sie teilt den Weiler Windegg an Mahlspüren und Zizenhausen.
Im Westen Windeggs liegt Mahlspüren, östlich und südöstlich liegen die Stockacher Stadtteile Zizenhausen und Hindelwangen, südwestlich erhebt sich der bis zu 619,1 m ü. NHN hohe Nellenburger Berg.